# Carolyn R. Bertozzi
Carolyn Ruth Bertozzi (Boston, 10 ottobre 1966) è una chimica statunitense nota per il suo lavoro ad ampio raggio che spazia dalla chimica alla biologia.
Ha coniato il termine "chimica bioortogonale" per le reazioni chimiche compatibili con i sistemi viventi.
I suoi recenti sforzi includono la sintesi di strumenti chimici per studiare gli zuccheri della superficie cellulare chiamati glicani e il modo in cui influenzano malattie come il cancro, l'infiammazione e le infezioni virali come il COVID-19. Per i suoi contributi e nell'ambito della click chemistry è stata insignita del premio Nobel per la chimica nel 2022, assieme ai colleghi Meldal e Sharpless.

## Biografia

### Primi anni
Carolyn Bertozzi è nata a Boston ed è cresciuta a Lexington, nel Massachusetts. Figlia di Norma Gloria Berringer e William Bertozzi, professore di fisica al MIT, ha due sorelle, una delle quali, Andrea Bertozzi, è una celebre matematica dell'UCLA. Suo padre era di origini italiane mentre i suoi nonni materni erano originari della Nuova Scozia (Canada).
Durante il liceo è stata una giocatrice di calcio. Ai tempi in cui frequentava l'università, ha fatto parte di varie rock band, tra le quali i Bored of Education, che nel 1986 vinsero la Ivy League Battle of the Bands. Della formazione musicale, nella quale Bertozzi era tastierista e vocalist, faceva parte anche Tom Morello, che sarebbe successivamente diventato chitarrista dei Rage Against the Machine. Dopo la laurea ad Harvard nel 1988, ha suonato presso i Bell Labs con Chris Chidsey.

### Carriera accademica
Si è laureata summa cum laude in chimica presso l'Università di Harvard, dove ha lavorato con il professor Joe Grabowski alla progettazione e costruzione di un calorimetro fotoacustico.
Bertozzi ha completato il dottorato di ricerca in chimica presso l'Università di Berkeley, nel 1993 con Mark Bednarski, lavorando sulla sintesi chimica di analoghi degli oligosaccaridi. Mentre era a Berkeley, scoprì che i virus possono legarsi agli zuccheri nel corpo.  La scoperta l'ha portata al suo attuale campo di ricerca, la glicobiologia. Durante il terzo anno di scuola di specializzazione di Carolyn, a Bednarski fu diagnosticato un cancro al colon, che lo portò a prendere un congedo. Ciò ha lasciato la Bertozzi e il resto del laboratorio a completare il dottorato di ricerca senza una supervisione diretta.
Nel 2010 è stata la prima donna a ricevere il Premio Lemelson-MIT. È membro dell'Accademia nazionale delle scienze (2005), dell'Accademia Cesarea Leopoldina (2008), del National Academy of Medicine (2011) e del National Academy of Inventors (2013). Nel 2014 è diventata capo della rivista scientifica ACS Central Science dell'American Chemical Society. Dal 2021 è socia dell'Accademia dei Lincei.
Nel febbraio 2022 ha ricevuto il Premio Wolf per la chimica. Ha ricevuto nell'ottobre 2022 il Premio Nobel per la chimica insieme a Morten P. Meldal e Karl Barry Sharpless, "per lo sviluppo della click chemistry e della chimica bioortogonale".

### Startup biomediche
Nei primi anni 2000, Bertozzi e Steve Rosen hanno co-fondato la Thios Pharmaceuticals, la prima azienda a puntare sulle vie di solfatazione.

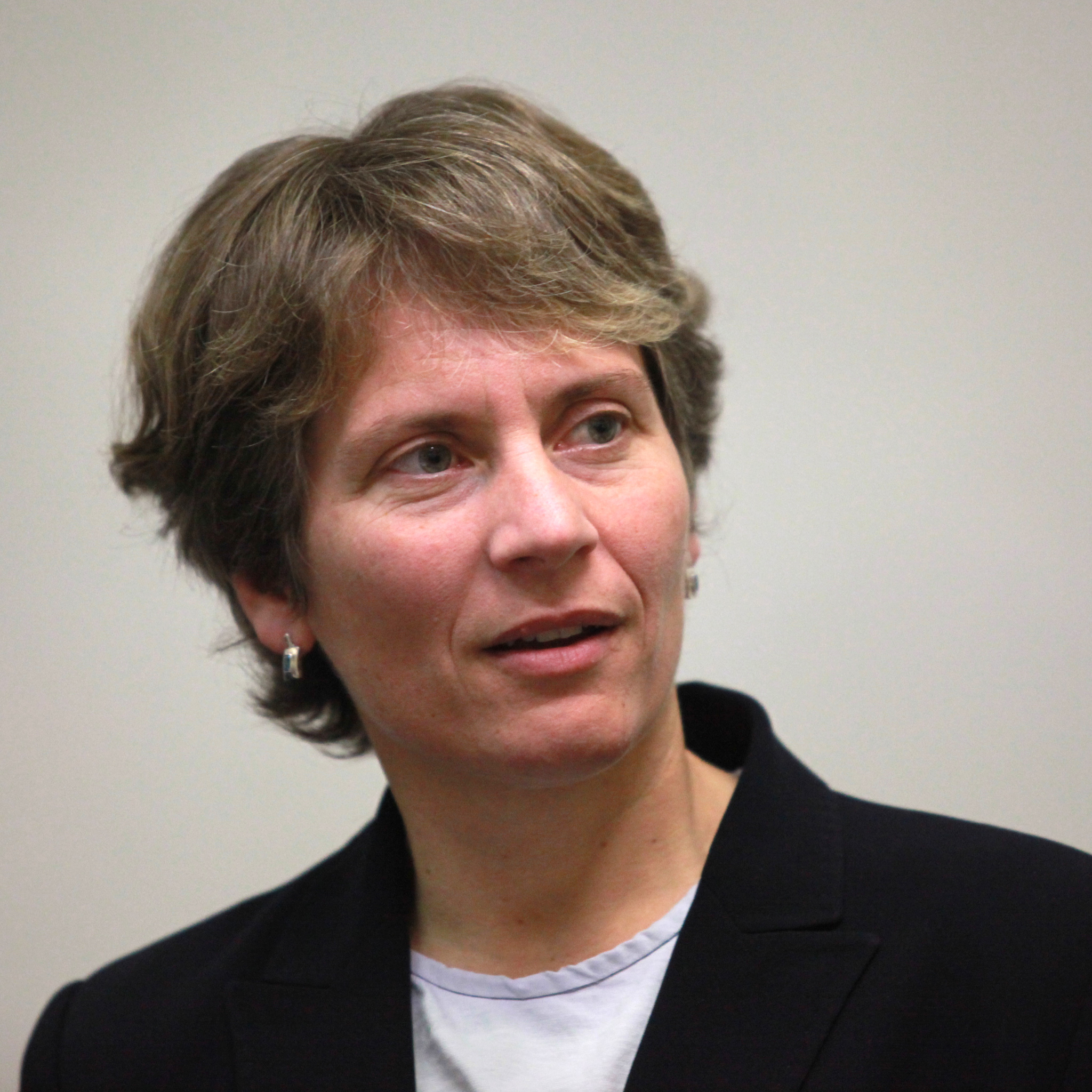
Carolyn Bertozzi nel 2011

Nel 2008, Bertozzi ha fondato una propria startup: Redwood Bioscience di Emeryville, California. Redwood Bioscience è un'azienda di biotecnologie che utilizza SMARTag, una tecnologia di modificazione delle proteine sito-specifica che consente a piccoli farmaci di attaccarsi ai siti delle proteine e può essere utilizzata per aiutare a combattere i tumori. Redwood Bioscience è stata acquisita da Catalent Pharma Solutions nel 2014, ma Bertozzi continua a far parte del comitato consultivo per il settore biologico dell'azienda.
Nel 2014 ha co-fondato Enable Biosciences, che si concentra sulle biotecnologie per la diagnosi a domicilio di diabete di tipo 1, HIV e altre malattie.
Nel 2015 Bertozzi è diventata co-fondatrice di Palleon Pharma di Waltham, Massachusetts, Palleon Pharma si concentra sullo studio degli inibitori del checkpoint glicoimmunitario come potenziale trattamento del cancro.
Nel 2017, Bertozzi ha contribuito a fondare InterVenn Biosciences, che utilizza la spettrometria di massa e l'intelligenza artificiale per migliorare la glicoproteomica per la scoperta di target e biomarcatori, la diagnostica del cancro ovarico e la previsione dei successi e dei fallimenti degli studi clinici.
Nel 2018 ha co-fondato la Grace Science Foundation. La fondazione si concentra sulla cura della carenza di NGLY1 attraverso lo sviluppo di terapie efficienti e poco costose.
Nel 2019 ha co-fondato OliLux Biosciences e Lycia Therapeutics. OliLux Biosciences sviluppa nuovi metodi per il rilevamento della tubercolosi. La fondazione di Lycia Therapeutics è avvenuta quando il gruppo di Bertozzi ha scoperto le chimere lisosoma-targeting (LYTACs). Questa nuova classe di molecole potrebbe essere in grado di degradare alcuni bersagli delle malattie cardiovascolari e del cancro. Lycia Therapeutics si concentra sullo sviluppo di tecnologie che utilizzano chimere a bersaglio del lisosoma (LYTAC).
Bertozzi ha anche fatto parte in precedenza del comitato consultivo di ricerca di diverse aziende farmaceutiche, tra cui GlaxoSmithKline e, fino al 2021, di Eli Lilly.

## Vita privata
Carolyn Bertozzi è omosessuale, cosa che ha dichiarato pubblicamente fin dagli anni ottanta. Ha una moglie e tre figli.

## Pubblicazioni
Bertozzi ha oltre 600 pubblicazioni su Web of Science; di seguito sono elencate le più citate:
- EM Sletten e CR Bertozzi, Bioorthogonal Chemistry: Fishing for Selectivity in a Sea of Functionality, in Angewandte Chemie International Edition in English, vol. 48, n. 38, 2009,  pp. 6974–98, DOI:10.1002/anie.200900942, PMC 2864149, PMID 19714693.
- Carolyn R. Bertozzi e Laura L. Kiessling, Chemical Glycobiology, in Science, vol. 291, n. 5512, 2001,  pp. 2357–64, Bibcode:2001Sci...291.2357B, DOI:10.1126/science.1059820, PMID 11269316.
- Eliana Saxon e Carolyn R. Bertozzi, Cell Surface Engineering by a Modified Staudinger Reaction, in Science, vol. 287, n. 5460, 2000,  pp. 2007–10, Bibcode:2000Sci...287.2007S, DOI:10.1126/science.287.5460.2007, PMID 10720325.
- Nicholas J. Agard, Jennifer A. Prescher e Carolyn R. Bertozzi, A Strain-Promoted [3 + 2] Azide−Alkyne Cycloaddition for Covalent Modification of Biomolecules in Living Systems, in Journal of the American Chemical Society, vol. 126, n. 46, 2005,  pp. 15046–15047, DOI:10.1021/ja044996f, PMID 15547999.
- DH Dube e CR Bertozzi, Glycans in cancer and inflammation—potential for therapeutics and diagnostics, in Nature Reviews Drug Discovery, vol. 4, n. 6, 2005,  pp. 477-88, DOI:10.1038/nrd1751, PMID 15931257.

## Riconoscimenti

### Premi

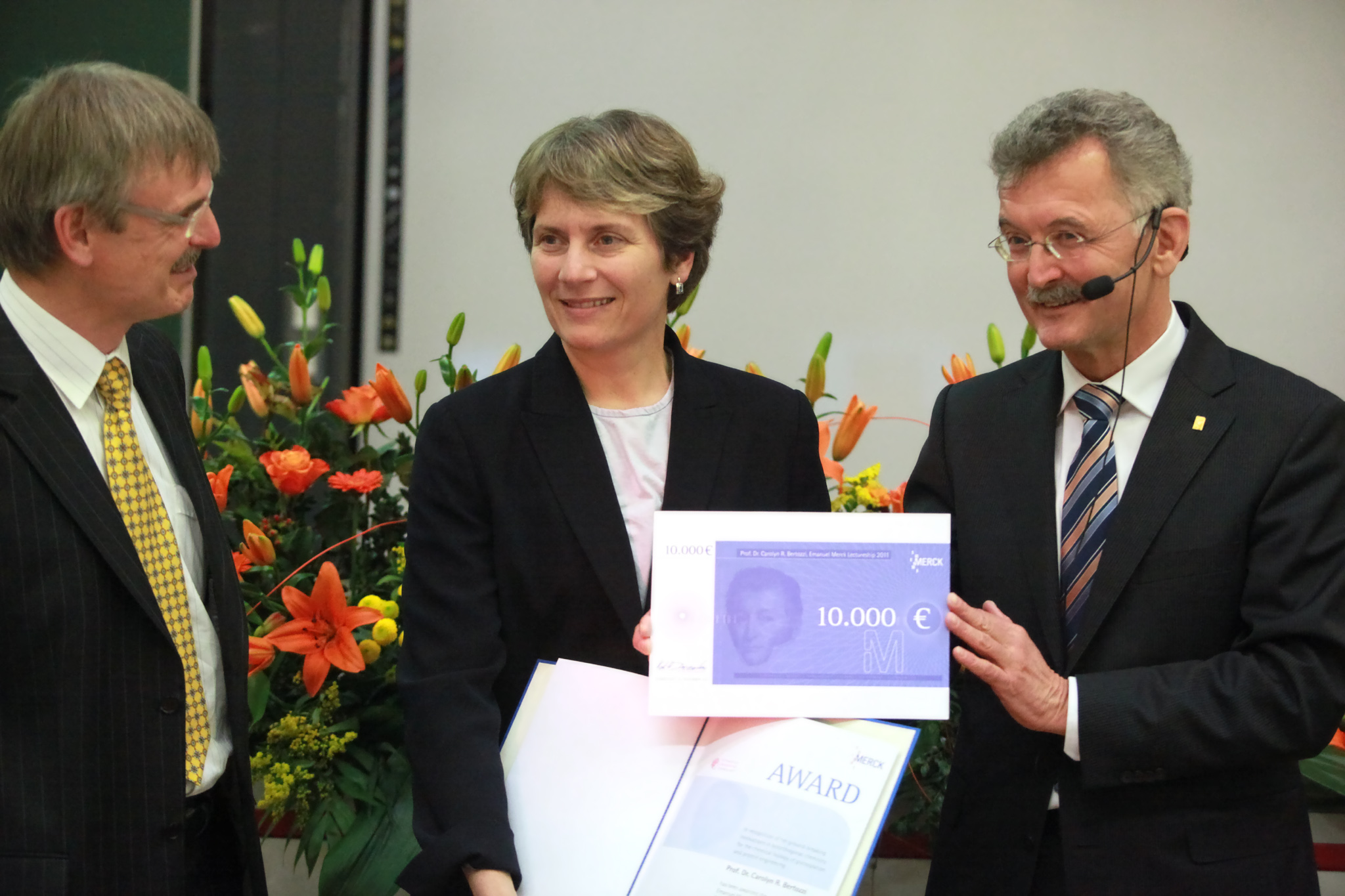
Carolyn Bertozzi riceve l'Emanuel Merck Lectureship nel 2011

- 1997 – Alfred P. Sloan Research Fellowship[28]
- 1997 – Horace S. Isbell Award in Carbohydrate Chemistry[29]
- 1998 – Glaxo Wellcome Scholars' Award[28]
- 1998 – Beckman Young Investigators Award[30]
- 1999 – Arthur C. Cope Scholar Award dell'American Chemical Society[31]
- 1999 – Camille Dreyfus Teacher-Scholar Award[28]
- 1999 – MacArthur Fellows Program[32]
- 2000 – Presidential Early Career Awards for Science and Engineering[33]
- 2000 – Merck Academic Development Program Award[28]
- 2001 – UC Berkeley Distinguished Teaching Award
- 2001 – ACS Award in pure chemistry[34]
- 2001 – Donald Sterling Noyce Prize for Excellence in Undergraduate Teaching
- 2002 – Irving Sigal Young Investigator Award della Protein Society[35]
- 2004 – Agnes Fay Morgan Research Award dello Iota Sigma Pi
- 2005 – Havinga Medal, dell'Università di Leiden
- 2005 – T.Z. and Irmgard Chu Distinguished Professorship in Chemistry[36]
- 2007 – Ernst Schering Prize[37]
- 2007 – LGBTQ Scientist of the Year Award, del National Organization of Gay and Lesbian Scientists and Technical Professionals
- 2008 – Li Ka Shing Women in Science Award[35]
- 2008 – Roy L. Whistler International Award in Carbohydrate Chemistry[38]
- 2008 – Willard Gibbs Award[39]
- 2009 – William H. Nichols Medal[40]
- 2009 – Harrison Howe Award[41]
- 2009 – Albert Hofmann Medal, dell'Università di Zurigo
- 2010 – Premio Lemelson-MIT[42]
- 2010 – Royal Society of Chemistry – Organic Division, Bioorganic Chemistry Award
- 2011 – Tetrahedron Young Investigator Award for Bioorganic and Medicinal Chemistry[43]
- 2012 – Premio Heinrich Wieland 2012[44]
- 2013 – Hans Bloemendal Award[45]
- 2015 – UCSF 150th Anniversary Alumni Excellence Awards[46]
- 2017 – Arthur C. Cope Award
- 2020 – John J. Carty Award for the Advancement of Science[47]
- 2020 – Chemistry for the Future Solvay Prize[48]
- 2020 – F. A. Cotton Medal for Excellence in Chemical Research[49]
- 2022 – Premio Wolf per la chimica[50]
- 2022 – Welch Award in Chemistry[51]
- 2022 – Dr H. P. Heineken Prize for Biochemistry and Biophysics[52]
- 2022 – Bijvoet Medal del Bijvoet Centre for Biomolecular Research dell'Università di Utrecht[53]
- 2022 – Premio Nobel per la chimica

### Onorificenze
- 1987 – Phi Beta Kappa[54]
- 2002 – American Association for the Advancement of Science
- 2003 – American Academy of Arts and Sciences[55]
- 2005 - Accademia nazionale delle scienze
- 2008 – Accademia Cesarea Leopoldina[13]
- 2011 – Emanuel Merck Lectureship[56]
- 2011 – National Academy of Medicine
- 2012 – Honorary Doctorate of Science della Brown University[57]
- 2013 – National Academy of Inventors
- 2014 – Capo della rivista scientifica ACS Central Science dell'American Chemical Society[14]
- 2021 – Accademia dei Lincei[15]